# Hermann Wißmann (Postbeamter)
Hermann Wißmann (* 18. September 1918 in Kiel; † 1994) war ein deutscher Postbeamter.

## Leben
Nach dem Abitur 1937 in Kiel studierte er Physik in Wien, Graz, Karlsruhe und Frankfurt am Main, wo er als Diplom-Physiker abschloss. Der Kriegsdienst unterbrach seinen beruflichen Werdegang. 1945 trat er in den Postdienst ein und war im Fernmeldewesen der Deutschen Bundespost in mehreren Städten tätig. Von 1972 bis 1983 war er Präsident der Landespostdirektion Berlin.

## Ehrungen
- 1978: Verdienstkreuz 1. Klasse der Bundesrepublik Deutschland[2]